# José Maestre Pérez
José Maestre Pérez (Monóvar, 31 de agosto de 1866-Madrid, 26 de marzo de 1933) fue un médico y político español, titular de diferentes ministerios durante el reinado de Alfonso XIII. Fue yerno, por doble ocasión, de Miguel Zapata Sáez, conocido como el Tío Lobo.

## Biografía
Tras ejercer la medicina en explotaciones mineras de Cartagena, en Portmán, inicia su carrera política en el seno del Partido Liberal, bajo el patronazgo del Conde de Romanones, obteniendo un escaño de senador por Murcia en 1905. Entre 1907 y 1914 obtendrá un escaño en el Congreso de los Diputados por el distrito electoral de Cartagena, siendo designado finalmente senador vitalicio en 1919.
Romanones era considerado en su época como uno de los grandes terratenientes de España, estuvo estrechamente ligado a los capitales franceses y sería accionista de importantes empresas españolas de la época, como Peñarroya, Minas del Rif, ferrocarriles, etc.
Más tarde desde el Partido Conservador, fue ministro de Abastecimientos entre el 17 de abril y el 20 de julio de 1919 en el gabinete que presidió Antonio Maura con quien volvería a participar en otro gobierno cuando, entre el 14 de agosto de 1921 y el 8 de marzo de 1922, cuando fue nombrado ministro de Fomento. 
Fue asimismo gobernador del Banco de España en 1921.
En Cartagena mandó erigir un imponente edificio modernista en la plaza de San Francisco, que se conoce como Casa Maestre.

## Árbol genealógico
|  |  |  |  |                                             |                                             | Juana Hernández Aguirre 1845                     | Juana Hernández Aguirre 1845                | Juana Hernández Aguirre 1845                | Juana Hernández Aguirre 1845                | Juana Hernández Aguirre 1845          | Juana Hernández Aguirre 1845          |                                    |                                    |                                    |                                    |                                    |                                    | Miguel Zapata Sáez                 | Miguel Zapata Sáez                 | Miguel Zapata Sáez                 | Miguel Zapata Sáez                 | Miguel Zapata Sáez                 | Miguel Zapata Sáez                 |  |  |
|  |  |  |  |                                             |                                             | Juana Hernández Aguirre 1845                     | Juana Hernández Aguirre 1845                | Juana Hernández Aguirre 1845                | Juana Hernández Aguirre 1845                | Juana Hernández Aguirre 1845          | Juana Hernández Aguirre 1845          |                                    |                                    |                                    |                                    |                                    |                                    | Miguel Zapata Sáez                 | Miguel Zapata Sáez                 | Miguel Zapata Sáez                 | Miguel Zapata Sáez                 | Miguel Zapata Sáez                 | Miguel Zapata Sáez                 |  |  |
|  |  |  |  |                                             |                                             |                                                  |                                             |                                             |                                             |                                       |                                       |                                    |                                    |                                    |                                    |                                    |                                    |                                    |                                    |                                    |                                    |                                    |                                    |  |  |
|  |  |  |  | José Maestre Pérez Murcia 1866- Madrid 1933 | José Maestre Pérez Murcia 1866- Madrid 1933 | José Maestre Pérez Murcia 1866- Madrid 1933      | José Maestre Pérez Murcia 1866- Madrid 1933 | José Maestre Pérez Murcia 1866- Madrid 1933 | José Maestre Pérez Murcia 1866- Madrid 1933 |                                       |                                       | Visitación Zapata Hernández + 1903 | Visitación Zapata Hernández + 1903 | Visitación Zapata Hernández + 1903 | Visitación Zapata Hernández + 1903 | Visitación Zapata Hernández + 1903 | Visitación Zapata Hernández + 1903 |                                    |                                    |                                    |                                    |                                    |                                    |  |  |
|  |  |  |  | José Maestre Pérez Murcia 1866- Madrid 1933 | José Maestre Pérez Murcia 1866- Madrid 1933 | José Maestre Pérez Murcia 1866- Madrid 1933      | José Maestre Pérez Murcia 1866- Madrid 1933 | José Maestre Pérez Murcia 1866- Madrid 1933 | José Maestre Pérez Murcia 1866- Madrid 1933 |                                       |                                       | Visitación Zapata Hernández + 1903 | Visitación Zapata Hernández + 1903 | Visitación Zapata Hernández + 1903 | Visitación Zapata Hernández + 1903 | Visitación Zapata Hernández + 1903 | Visitación Zapata Hernández + 1903 |                                    |                                    |                                    |                                    |                                    |                                    |  |  |
|  |  |  |  |                                             |                                             |                                                  |                                             |                                             |                                             |                                       |                                       |                                    |                                    |                                    |                                    |                                    |                                    |                                    |                                    |                                    |                                    |                                    |                                    |  |  |
|  |  |  |  |                                             |                                             | José Maestre Zapata 1892-1936                    | José Maestre Zapata 1892-1936               | José Maestre Zapata 1892-1936               | José Maestre Zapata 1892-1936               | José Maestre Zapata 1892-1936         | José Maestre Zapata 1892-1936         |                                    |                                    |                                    |                                    |                                    |                                    | Florentina Aznar Pedreño +1947     | Florentina Aznar Pedreño +1947     | Florentina Aznar Pedreño +1947     | Florentina Aznar Pedreño +1947     | Florentina Aznar Pedreño +1947     | Florentina Aznar Pedreño +1947     |  |  |
|  |  |  |  |                                             |                                             | José Maestre Zapata 1892-1936                    | José Maestre Zapata 1892-1936               | José Maestre Zapata 1892-1936               | José Maestre Zapata 1892-1936               | José Maestre Zapata 1892-1936         | José Maestre Zapata 1892-1936         |                                    |                                    |                                    |                                    |                                    |                                    | Florentina Aznar Pedreño +1947     | Florentina Aznar Pedreño +1947     | Florentina Aznar Pedreño +1947     | Florentina Aznar Pedreño +1947     | Florentina Aznar Pedreño +1947     | Florentina Aznar Pedreño +1947     |  |  |
|  |  |  |  |                                             |                                             |                                                  |                                             |                                             |                                             |                                       |                                       |                                    |                                    |                                    |                                    |                                    |                                    |                                    |                                    |                                    |                                    |                                    |                                    |  |  |
|  |  |  |  |                                             |                                             | Tomás Maestre Aznar Madrid, 1925-2013            | Tomás Maestre Aznar Madrid, 1925-2013       | Tomás Maestre Aznar Madrid, 1925-2013       | Tomás Maestre Aznar Madrid, 1925-2013       | Tomás Maestre Aznar Madrid, 1925-2013 | Tomás Maestre Aznar Madrid, 1925-2013 |                                    |                                    |                                    |                                    |                                    |                                    | María Magadalena Cavanna de Aldama | María Magadalena Cavanna de Aldama | María Magadalena Cavanna de Aldama | María Magadalena Cavanna de Aldama | María Magadalena Cavanna de Aldama | María Magadalena Cavanna de Aldama |  |  |
|  |  |  |  |                                             |                                             | Tomás Maestre Aznar Madrid, 1925-2013            | Tomás Maestre Aznar Madrid, 1925-2013       | Tomás Maestre Aznar Madrid, 1925-2013       | Tomás Maestre Aznar Madrid, 1925-2013       | Tomás Maestre Aznar Madrid, 1925-2013 | Tomás Maestre Aznar Madrid, 1925-2013 |                                    |                                    |                                    |                                    |                                    |                                    | María Magadalena Cavanna de Aldama | María Magadalena Cavanna de Aldama | María Magadalena Cavanna de Aldama | María Magadalena Cavanna de Aldama | María Magadalena Cavanna de Aldama | María Magadalena Cavanna de Aldama |  |  |
|  |  |  |  |                                             |                                             |                                                  |                                             |                                             |                                             |                                       |                                       |                                    |                                    |                                    |                                    |                                    |                                    |                                    |                                    |                                    |                                    |                                    |                                    |  |  |
|  |  |  |  |                                             |                                             | Rocío, Enrique, Tomás, María del Mar y Magdalena |                                             |                                             |                                             |                                       |                                       |                                    |                                    |                                    |                                    |                                    |                                    |                                    |                                    |                                    |                                    |                                    |                                    |  |  |